# The King of Limbs
Albums de Radiohead
Radiohead: The Best Of
(2008) A Moon Shaped Pool
(2016)
The King of Limbs est le huitième album studio du groupe britannique de rock alternatif Radiohead. La sortie, annoncée initialement pour le 19 février 2011 en téléchargement sur le site officiel du groupe, a finalement été avancée au 18. L'album sortira plus tard dans une édition spéciale « journal papier » en CD, en mai 2011. Bien que l'on sût que le groupe préparait un nouvel album, la sortie de l'album n'a été annoncée que cinq jours avant sa sortie, le 14 février 2011. La version de l'album sortie en format « physique » contiendra « deux vinyles, un CD, un fichier audio ainsi que plusieurs illustrations grand format, 625 petites illustrations et une pochette couleur en plastique oxodégradable pour contenir le tout ».
Cet album voit le retour d'un son plus électronique, semblable à Kid A et Amnesiac.

## Liste des titres
| 1.    | Bloom             | 5:15 |
| 2.    | Morning Mr Magpie | 4:41 |
| 3.    | Little By Little  | 4:27 |
| 4.    | Feral             | 3:13 |
| 5.    | Lotus Flower      | 5:01 |
| 6.    | Codex             | 4:47 |
| 7.    | Give Up the Ghost | 4:50 |
| 8.    | Separator         | 5:20 |
| 37:34 |                   |      |

## Autour de l'album

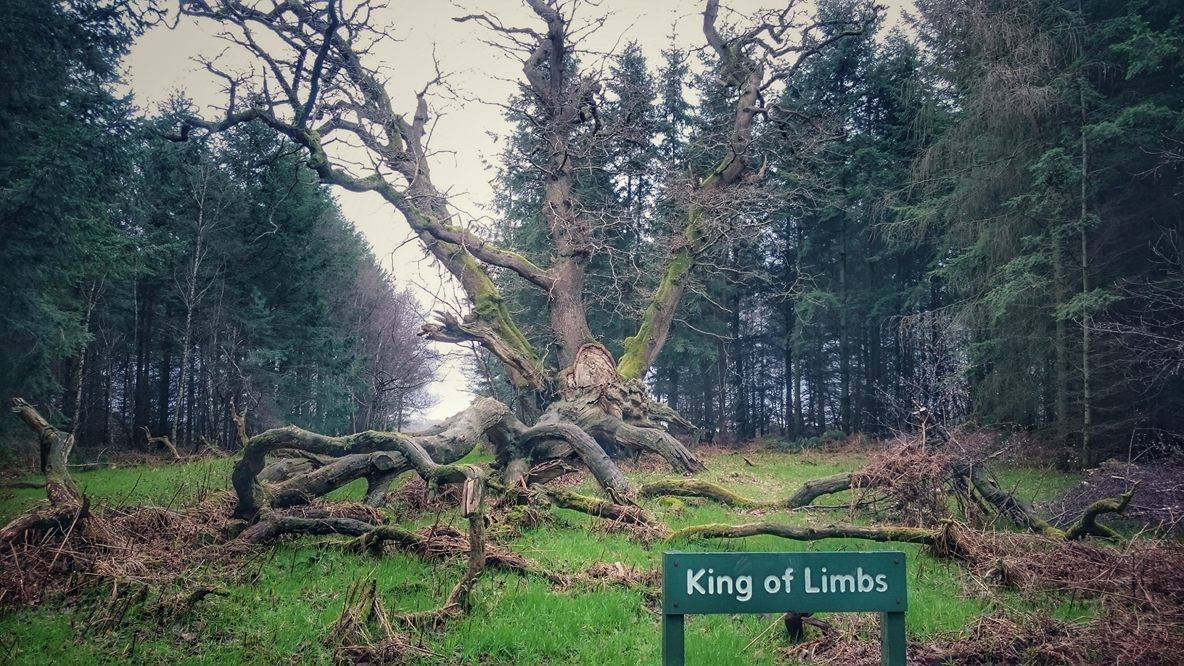
Le chêne King Of Limbs.

L'album tient son nom d'un chêne de la forêt Savernake, située dans le Wiltshire, qui aurait aux alentours de 1000 ans. La forêt se situe à environ cinq kilomètres de Tottenham House, une maison de campagne dans laquelle Radiohead a enregistré une partie de In Rainbows. L'arbre est un chêne étêté, faisant référence à une ancienne technique pour la récolte du bois de construction qui servait à réaliser des clôtures ou à être chauffé. La phrase apparait aussi dans le chapitre 23 du Coran.
Le premier extrait de The King of Limbs s'intitule Lotus Flower dont le clip a été mis à disposition sur le compte YouTube du groupe le jour de la sortie de l'album.

## Rumeurs
Des rumeurs circulent quant à l'éventualité d'une (voire plusieurs) suites à la première sortie du 18 février. Le faible nombre de pistes, le titre de la 8e plage (Separator), un élément récurrent des paroles de cette dernière chanson (If you think this is over then you are wrong) ainsi que de nombreux autres indices poussent, en effet, certains à penser que Radiohead aurait prévu de nous livrer The King of Limbs en plusieurs fois.
En effet, le 18 avril 2011, Radiohead a rendu disponible sur Internet aux personnes ayant précédemment acheté l'album, deux nouvelles pistes enregistrées en même temps que The King of Limbs. Il s'agit des singles Supercollider et The Butcher. Le 21 juin 2011, une vidéo live d'un nouveau titre, Staircase, a été déposée par le groupe sur YouTube. Un mois plus tard, elle sera suivie d'autres enregistrements live d'une grande partie des chansons de The King of Limbs.